# Адити Капил
Адити Бренън Капил (на английски: Aditi Brennan Kapil) е американска драматуржка и сценаристка.
Капил пише пиеси по поръчка от Yale Repertory Theatre (Imogen Says Nothing), La Jolla Playhouse (мини-пиеса в рамките на The Car Plays), South Coast Repertory Theatre (Ориндж), Mixed Blood Theater (Трилогията „The Displaced Hindu Gods“, „Agnes Under the Big Top“ и „Love Person “) и Шекспировия фестивал в Орегон (превод на „Мяра за мяра“ с драматурга Лиз Енгелман и American Revolutions commission). Тя е постоянен драматург на Mellon в Mixed Blood Theatre, артистичен сътрудник в Park Square Theatre, основен писател в The Playwrights' Center и постоянен писател в New Dramatists.

## Ранен живот
Капил е роденa в София, България. Тя израства в Швеция, прекарвайки летата си в България, след което се мести в Минесота, за да следва в колежа Макалистър. В Макалистър тя възнамерява да стане журналист, докато единственият професор по журналистика в колежа не умира. По това време тя посещава клас по актьорско майсторство и това запознанство с театъра я приковава. Капил завършва бакалавърска степен по английски език и драматични изкуства.

## Кариера
Капил започва професионалната си кариера в театъра като актриса от Twin Cities. Тя става драматург по инициатива на Джак Ройлър, основател на Mixed Blood Theater. В допълнение към кариерата си на актриса, драматург и режисьор, тя работи с артистичния директор на Mixed Blood - Джак Ройлър, за да подготви списък с пиеси за хора с увреждания, като част от проекта за хората с увреждания на Mixed Blood, който се стреми да подкрепя актьори с увреждания, както и да гарантира, че историите на хора с увреждания продължават да имат място на сцената. През 2000 г. Капил получава безвъзмездна помощ от фондация „Джером“ за двумесечно пътуване в Индия с баща си Сати Кумар Капил, награждаван пенджабски поет и преводач. Целта на пътуването е да се проследи нейната семейна история в Пенджаб и да се срещне с други индийски писатели, поети, художници и културни социолози.

### Драматургия
Първата пиеса на Капил, Глухо патенце, дебютира през 2006 г. в Mixed Blood Theatre . Пиесата на Капил „Готама“ (2006), написана по искане на режисьора Анди Ким и дизайнера Масанари Кавахара, е показана в театъра за кукли и маски „В сърцето на звяра“ в Минеаполис . По същото време нейната пиеса Приключенията на Хануман, кралят на маймуните дебютира в Stepping Stone Theatre for Youth Development в Сейнт Пол . Хануман е мюзикъл в боливудски стил, базиран на древния индийски епос Рамаяна, разказан от гледна точка на дете. Тази пиеса е последвана от Chitrangada: The Girl Prince за SteppingStone Theatre for Youth през 2008 г. Пиесата е разказана в ямбичен стих въз основа на епизод от Махабхарата. През 2007 г. Капил режисира и е съсценарист на пиесата Messy Utopia със Сиема Суеко, Велина Хасу-Хюстън, Джанет Алард и Наоми Иизука . Тригодишна стипендия за пребиваване от фондация Mellon, която включва заплата и обезщетения, й позволява да работи като драматург в Mixed Blood .  Тази стипендия е предоставена чрез Националната програма за пребиваване на драматурзи, администрирана от HowlRound. Капил е сред първите които получават тази безвъзмездна помощ през 2013 г.  По време на престоя си, тя дебютира с трилогията The Displaced Hindu Gods в края на 2013 г. Трилогията съдържа съвременни персонажи, вдъхновени от хиндуистките божества Брахма, Вишну и Шива.
Пиесата на Капил, Doe (2015), дебютира като част от The Car Plays, многоавторска творба, поръчана от La Jolla Playhouse, която се състои от мини-пиеси, поставени в коли.
През 2016 г. Капил написва адаптация на романа на Митали Пъркин Момиче с рикша за представянето й в театъра на музея на детското творчество в Сан Франциско. Пиесата на Капил Ориндж също има своята световна премиера в Mixed Blood. През 2016 г. стипендията й от фондация Mellon е подновена за още три години. 

### Режисура
През 2001 г. Капил режисира The Primary English Class в Mixed Blood Theatre. Пиесата е написана от Израел Хоровиц през 1976 г. и разказва историята на група имигранти в час по английски език, като втори чужд език. Според Хоровиц пиесата е: "Размисъл върху патерналистичните нагласи на Америка в чужбина". Тази конкретна продукция е в отговор на напрежението след 11 септември.
През 2005 г. Капил режисира Queen of the Remote Control от Суджата Бхат в Mixed Blood. През 2009 г. тя режисира Ruined в Mixed Blood.
През 2011 г. Капил режисира изцяло женска и изцяло няма продукция на Groesome Playground Injuries в Mixed Blood.
През 2015 г. тя режисира световната премиера на Stepping Out of the River at Dawn на Дийн Пойнър в Mixed Blood Theatre . Пиесата е вдъхновена от снимка, озаглавена „Young Negress Out of the River at Dawn“ - разказва историята на двойка от Руанда, Ализ и Мартин, живеещи в Америка и опитващи се да почетат традициите със своята сватба.
Тя също режисира The Other Place, пиеса от Sharr White, в Park Square Theatre в Сейнт Пол. Пиесата се фокусира върху невролог на име Смиттън, който е „едновременно на прага на пробив и срив“. Пиесата въплъщава теми за реалност срещу илюзия.

### Актьорска кариера
През 2006 г. Капил играе в Sez She, пиеса на Джейн Мартин, в Illusion Theatre.  През същата година тя участва и във Vestibular Sense, пиеса на Кен Лазебник, за аутизма. През 2008 г. тя участва в Distracted в Mixed Blood, пиеса на Лиза Лумър, която се занимава с това как се лекуват хората със синдром на дефицит на вниманието и хиперактивност. През 2012 г. Капил участва в Next to Normal в Mixed Blood Theatre. Пиесата изследва борбата на една майка с биполярно разстройство. Капил също играе ролята на Мери О'Мали в "Научете се да бъдете латиноамериканци" в Mixed Blood. През 2013 г. тя играе в първия уикенд на нейната пиеса Брахман/и като главен герой.  През 2014 г. тя изиграва героя Корин Фел във Възела на Гидион в театъра Pillsbury House.

## Пиеси

### Love Person
Love Person се изпълнява на английски, американски жестомимичен език и санскрит. Носи името си от героинята Маги, която се опитва да преведе думата „любовници“ на жената, към която има интерес, Вик, на американски жестомимичен език. Няма директен превод, така че „любовен човек“ е най-близкият еквивалент. Сюжетът разказва историята на тази лесбийска двойка. Пиесата печели наградата Ставис за драматургия през 2009 г.
Love Person е разработена по време на Many Voices Residency в Playwrights' Center, обработен в Lark Play Development Center в Ню Йорк и избран за четене на конференцията на National New Play Network (NNPN) през 2006 г. Пиесата получава „текуща световна премиера“ от National New Play Network, премиерата на произведението е в Mixed Blood Theatre, Marin Theatre и Phoenix Theatre през сезон 2007/08. През 2008/09 е продуциран от Live Girls! Theatre в Сиатъл, Alley Repertory Theatre в Бойзи и Victory Gardens Theatre в Чикаго.

### Agnes Under the Big Top
Тази пиеса показва пресичащите се животи на имигранти в американски град. Агнес е либерийка и един от двама здравни работници, които се грижат за Ела, възрастна жена с ревматоиден артрит. Агнес открива, че умира от рак и не знае как да каже на малкия си син, който все още е в Либерия. Хепи е млад индийски имигрант и бивш телемаркетър. Роза е затворена българка, която говори само с птици. Шипков е съпруг на Роза. Той е бивш цирков диригент и в момента е нает като шофьор на метрото. Капил използва тази комбинация от герои, за да разсъждава върху това как мястото, където живеем, променя кои сме. Нейният интерес към тази тема произтича от факта, че е била два пъти имигрант, българо-индиец в Швеция и по-късно се мести в САЩ. Пиесата е обявена за Distinguished New Play Development, проект на Distinguished New Play Development (администрирана от Arena Stage). Пиесата е разработена от Lark Play Development Center, Mixed Blood Theatre, InterAct Theater, The Drawrights' Center и Rhodope International Theatre Laboratory . Премиерата на Agnes Under the Big Top е в Mixed Blood Theatre и Long Wharf Theatre през 2011 г. и в Borderlands Theatre през 2012 г. в световна премиера на NNPN. 

### Трилогия „The Displaced Hindu Gods“.
Трилогията The Dispaced Hindu Gods на Капил се състои от Брахман/и, стендъп комедийно шоу с една хиджра, Хрониките на Калки и Шив . Пиесите се основават на елементи от индуизма, за да разкажат историите на трима гимназисти. Всяка пиеса е пълнометражно шоу от 80 до 90 минути. Пиесите, базирани на индуистката троица на Брахма, Вишну и Шива, са представени премиерно в репертоара на Mixed Blood Theatre през октомври 2013 г. и оттогава са продуцирани в САЩ и Обединеното кралство  Пиесите получават известен активистки отговор от, базирана в Невада, организация за защита на индуизма . Групата твърди, че Капил тривиализира религията в тази трилогия.  Брахман/и и Хрониките на Калки получават безпрецедентна двойна номинация за Black Prize на Джеймс Тейт (от Университета в Единбург).
Брахман/и, стендъп комедийно шоу с една хиджра
Основният герой е базиран на индуисткия бог Брахма . Брахман/и е шестокласник, който открива, че е интерсекс. Той е стендъп комик и разказва пиесата предимно от тази гледна точка. Рохан Престън, рецензент в Star Tribune, характеризира пиесата като "изцяло за самосъздаване".  Пиесата изследва темите за пола чрез главния герой, който преминава периоди от време, идентифицирайки се като момче, момиче и след това някъде по средата.
Хрониките на Калки
Главният герой на пиесата се основава на последния аватар на индуисткия бог Вишну . Калки е сексуално агресивна, модерна феминистка версия на хиндуисткото божество, което идва да помага на жени, жертви на сексуално насилие . Капил, като атеистка, израснала с известно образование в индуизма, от баща си, се стреми да направи религията по-подходяща както за себе си, така и за публиката днес.  Пиесата е пиеса в стил комикс за банда момичета-бунтарки.  Пиесата започва с полицейски разпит на две безименни ученички. Полицията иска да знае къде е приятелката им Калки. В поредица от ретроспекции научаваме, че триото краде от магазините за комикси, осмива герой в боливудски филм за сексуална сдържаност и осмива момчета на домашно парти.  Пиесата обаче не се опитва да съди тези герои, а по-скоро осветява „моралната нестабилност на подрастващите момичета, които нямат последователна ценностна система“. 
Шива
Основният герой на тази пиеса се основава на индуисткия бог Шива. Капил нарича пиесата „постколониална“, предназначена да изследва психологическия остатък, оставен от колониализма. Пиесата е игра на паметта, в която Шив си припомня сбита версия от детството си с баща си, Бапу, поет модернист, базиран на бащата на Капил. Бапу напуска постколониална Индия и имигрира в САЩ, неговата гледна точка позволява наследството на западния колониализъм да бъде тема на пиесата. В центъра на пиесата е стар матрак на разтегателен диван, който Шив използва, за да пътува през времето и пространството. Има и романтика между Шив и внука на издателя на Бапу. Издателят на Бапу е обвинен, че е възпрепятствал кариерата на Бапу и не издава не-западните произведения. Защитавайки тази гледна точка, Шив зарязва романса си с внука на издателя. Рохан Престън, рецензент в Star Tribune, характеризира пиесата като вдъхновена от „оскъдността на (Самюел) Бекет с магическия реализъм на Габриел Гарсия Маркес“.

### Orange
Orange е историята на едно приключение през Ориндж Каунти, разказана от гледната точка на Лийла, индийско момиче от аутистичния спектър, като дъщерята на Капил. Сюжетът започва с братовчедка на Лийла, която бяга с приятеля си. Двойката напуска семейна сватба и решава да вземе Лийла със себе си. Пиесата включва илюстрации, тъй като разказвачът скицира „най-важните моменти от живота в дневника си“. Капил възнамерява пиесата да се обърне към множество аудитории, включително тези с аутизъм и индийско-американската общност. The CrossRoads Commissioning Project помага за финансирането на развитието на тази пиеса. CrossRoads стартира през 2013 г. от Time Warner Foundation, за да спонсорира пиеси за културното многообразие на Ориндж Каунти. Пиесата е показана на Тихоокеанския фестивал на драматурзите през 2015 г., преди дебюта си през сезон 2016-2017 г. в Mixed Blood and South Coast Repertory.

### Imogen Says Nothing
Пиесата е ревизионистична комедия в стихове и проза. Нейният главен герой е вдъхновен от Имоджен, герой, който се появява само в първия свитък на „Много шум за нищо“ на Шекспир, не говори изобщо и вероятно е печатна грешка. Според Капил това е „пиеса за гласовете, които отсъстват от нашия канон и последствията от отрязването им“.  Разработването и продукцията на пиесата са финансирани от Yale’s Binger Center for New Theatre. Пиесата печели Edgerton Foundation New Play Award за 2016 г. Пиесата се играе в Лондон, на различни дати и места от 1598 г. досега. В "Правилата на Вселената", които предшестват сценария, се отбелязва, че потисничеството на мечките в пиесата е, защото хората погрешно са предположили собственото си превъзходство, въпреки че мечките всъщност не са по-низши. Мечките трябва да имат малки видими разлики от хората. Правилата също така отбелязват, че Уилям Шекспир е най-маловажният човек в пиесата.

### Гаутама
"Гаутама" разказва историята на ранния живот на Буда. Главният герой, Сидхарта Гаутама, е богът принц, докато не среща болните и бедните, когато е подтикнат, от състрадание, да раздаде всичките си притежания.  Той тръгва на пътешествие, в търсене на собствената си човечност и мир и в този процес се превръща в Буда. Пиесата е разказана от гледната точка на Чана, колесничарят на принца. Пиесата започва в края на пътуването, като Чана моли Готама да яде и да прекрати поста си.

### Глухо пате
Глухо пате разказва историята на глухо дете в чуващо семейство. Използва се американски жестомимичен език и английски. Това е първата пиеса, написана от Капил. Обработена в PlayLabs 2004 в Центъра за драматурзи в Минеаполис преди премиерата в Mixed Blood през сезон 2006-2007.

### Цирк Калашиков
Цирк Калашиков е 10-минутна пиеса, вдъхновена от бащата на Капил и историите, които той й е разказал за трима скачачи и едно куче, които е убил, докато е работил като шофьор в метрото.

## Филмография
| Година  | Заглавие           | Кредитира се като | Кредитира се като | Бележки                                      |
| Година  | Заглавие           | Писател           | Други             | Бележки                                      |
| ------- | ------------------ | ----------------- | ----------------- | -------------------------------------------- |
| 2019 г. | Американски богове | ДА                | НЕ                | Пише 2 епизода                               |
| 2020 г. | Away               | ДА                | ДА                | Пише епизода „Лека нощ, Марс“, също редактор |
| 2022 г. | Джак Раян          | НЕ                | ДА                | Изпълнителен редактор                        |
| 2023 г. | Invasion           | ДА                | ДА                | Пише 2 епизода, също супервайзър-продуцент   |